# Duberria variegata
Duberria variegata ist eine Schlangenart aus der Gattung Duberria innerhalb der Familie Pseudoxyrhophiidae. Im englischen Sprachraum wird sie als Variegated Slug Eater oder Spotted Slug Eater („Bunter Schneckenfresser“ bzw. „Gefleckter Schneckenfresser“) bezeichnet. Ihr Verbreitungsgebiet liegt in Afrika.

## Merkmale
Duberria variegata ist eine kleine Schlangenart. Die Gesamtlänge beträgt typischerweise etwa 30 cm, kann aber auch 40 cm erreichen. Die Körperfarbe variiert dorsal (rückenseitig) von einfarbig hellbraun über braun oder ziegelrot mit dunklen Flecken bis hin zu grauschwarz mit helleren Seiten. Bei Exemplaren mit Flecken beginnen diese hinter dem Kopf und gehen Richtung Schwanz in einen Streifen über. Ventral (bauchseitig) ist sie gelb bis weißlich. Der Kopf ist nicht breiter als der Körper.
Ähnlich aussehende Arten in ihrem Verbreitungsgebiet sind die Schwesterart Duberria lutrix und die Erdvipernart Aparallactus lunulatus.

## Lebensweise und Lebensraum
Die Art bewegt sich nur langsam fort. Ihre Beute sind Schnecken. Die Weibchen bekommen zwischen 7 und 20 Jungtiere. Anders als die Schwesterart D. lutrix rollt sich D. variegata nicht zum Schutz spiralförmig auf. Die Art kann tagsüber und nachts angetroffen werden. Sie kommt in Grasland, Wäldern, Ackerland, Gärten und Savannen vor. Duberria variegata ist ungiftig und für den Menschen ungefährlich.

## Verbreitungsgebiet und Gefährdungsstatus
Das Verbreitungsgebiet erstreckt sich entlang der Küstengebiete von Richards Bay in der südafrikanischen Provinz KwaZulu-Natal in Südafrika bis zur Inhambane im Süden Mosambiks.
Die Weltnaturschutzunion (IUCN) stuft die Art als nicht gefährdet (least concern) ein und ihren Populationstrend als stabil. Auch auf der nationalen Roten Liste Südafrikas wird die Art als nicht gefährdet eingestuft. In Teilen ihres Verbreitungsgebiets tritt sie relativ häufig auf und sie kommt in einigen Schutzgebieten vor.

## Systematik
Duberria variegata ist eine Art aus der Gattung Duberria. Sie wurde 1854 von dem deutschen Naturforscher Wilhelm Peters als Homalosoma variegatum wissenschaftlich erstbeschrieben.